# اضطراب السادية الجنسية
اضطراب السادية الجنسية هي حالة تجربة الإثارة الجنسية ردا على الألم الشديد أو المعاناة أو الإذلال للآخرين. وقد استخدمت عدة مصطلحات أخرى لوصف الحالة، وقد تتداخل الحالة مع الحالات الأخرى التي تنطوي على الألم. وهو يختلف عن المواقف التي يستخدم فيها الأفراد المتراضين آلامًا خفيفة أو محاكاة أو مهانة للإثارة الجنسية.

## المصطلحات والحالات

### المصطلحات الحالية
لقد "أبطلت" الجمعية الأمريكية للطب النفسي الجنس الغريب ــ بما في ذلك ارتداء ملابس الجنس الآخر، والهوس الجنسي، والسادية ــ على الرغم من احتفاظها بالمبرر السريري، في الطبعة الخامسة من دليلها التشخيصي والإحصائي للاضطرابات العقلية (DSM-5) ويشير إلى «الاستثارة الجنسية المتكررة من المعاناة الجسدية أو النفسية لشخص آخر، كما يتجلى ذلك في الأوهام أو الحوافز أو السلوكيات». وتعد واحدة من «تفضيلات النشاط الشاذ». إن التشخيص الرسمي لاضطراب السادية الجنسية ينطبق إذا كان الفرد قد تصرف على هذه الحوافز مع شخص غير قاصر أو إذا كانت الحوافز تسبب ضائقة كبيرة للفرد.
أما بحال غياب الضائقة النفسية نتيجة هذه الحوافز أو السلوكيات، وبحال كانت الممارسة السادية حاصلة بتراذي الطرفين أو جميع الأطراف فانها لا تصنف كانحراف أو اضطراب
تظهر السادية السماق في النسخة الحالية من التصنيف الدولي للأمراض لمنظمة الصحة العالمية. يشير إلى «تفضيل النشاط الجنسي الذي يتضمن العبودية أو إلحاق الألم أو الإذلال»، ويقسم السادية السلفية إلى السادية والماسية حسب ما إذا كان الفرد يفضل أن يكون مقدمًا أو متلقيًا لها. يحدد التصنيف الدولي للأمراض أن الأشكال المعتدلة من السادية السماقية «شائعة الاستخدام لتعزيز النشاط الجنسي الطبيعي»، وأن التشخيص لا ينطبق إلا إذا كان السلوك المفضل أو مطلوبًا للإشباع الجنسي. تصنف الحالة كواحدة من اضطرابات الأفضلية الجنسية.